# Dębina (Prudnik)
Pour les articles homonymes, voir Dębina.
Dębina est une localité polonaise du gmina de Biała, située dans le powiat de Prudnik (voïvodie d'Opole).